# Parantica annetta
Parantica annetta är en fjärilsart som beskrevs av Swinhoe 1915. Parantica annetta ingår i släktet Parantica och familjen praktfjärilar. Inga underarter finns listade i Catalogue of Life.